# Safari 3000
Safari 3000 is een comedy uit 1982 van regisseur Harry Hurwitz met David Carradine en Christopher Lee in de hoofdrol. De film werd op locatie gefilmd in Afrika.

## Verhaal
Een journalist (Stockard Channing) volgt een stuntman (David Carradine) op een 3.000 mijl lange Safari Rally dwars door Afrika. Hierin wordt hij dwars gezeten door Count Borgia (Christopher Lee).

## Rolverdeling
| Acteur            | Personage      |
| ----------------- | -------------- |
| David Carradine   | Eddie Mills    |
| Stockard Channing | J.J. Dalton    |
| Christopher Lee   | Count Borgia   |
| Hamilton Camp     | Feodor         |
| Ian Yule          | Freddy Selkirk |